# Bull terrier
El Bull terrier o Bull terrier anglès és una raça de gos de la família dels terriers originària d'Anglaterra. També hi ha una versió en miniatura d'aquesta raça que es coneix oficialment com a Bull Terrier Miniatura. Aquesta raça es va originar a l'Anglaterra del segle XIX. Els Bull Terriers són més reconeguts per les seves característiques úniques al cap i es van originar per al control de plagues i els esports de combat..

## Característiques
És un gos fort, musculós i de pèl curt. Els colors acceptats són el blanc -es permeten taques al cap únicament, en les altres parts del cos són penalitzades en una exposició canina. Els colors negre tigrat, vermell, marró i tricolor són acceptats. No es tenen en compte les marques de pigmentació a la pell, sempre que no involucrin pèl.
L'estàndard del Bull Terrier Club d'Anglaterra, l'addicional més antic de la raça i originari d'aquesta, planteja que l'atigrat és el color desitjat, donada la importància que el color al moment d'incloure aquests primers exemplars, ja que van ajudar a corregir problemes de sordesa i refrescar el pool genètic de la raça, per tant aquesta recomanació encara es manté inclosa en l'estàndard de la raça.
Les característiques típiques són la forma ovalada del seu cap, que de perfil es corba cap avall des de la part superior del crani fins a l'extrem del musell. El front és pla d'orella a orella, de front el cap té la forma d'un ou. I els ulls són en forma triangular.
No existeixen límits de pes o alçada, però l'exemplar ha de donar una impressió de màxima solidesa en relació amb els seus trets distintius i sexe, però poden arribar als 35 kg. Existeix una varietat miniatura on sí que es penalitza superar certa alçada.

## Temperament
Els Bull terrier són en general amigables, poques vegades agressius. La seva força física és comparable a la seva intel·ligència, i tant el seu cos com la seva ment s'han de mantenir actius. Necessiten temps per córrer i fer exercici. No són molt indicats per a principiants en la cria de gossos, ja que requereixen molt de temps per ser ensinistrats. Són gossos molt afectuosos i adoren la companyia, així que no és bona idea deixar-los sols durant molt de temps, ja que amb les seves potents mandíbules juntament amb l'estrès i la depressió que arriben a tenir en soledat poden portar-los a ocasionar molts danys a l'habitatge. És un excel·lent gos de companyia i d'atac.

## Història

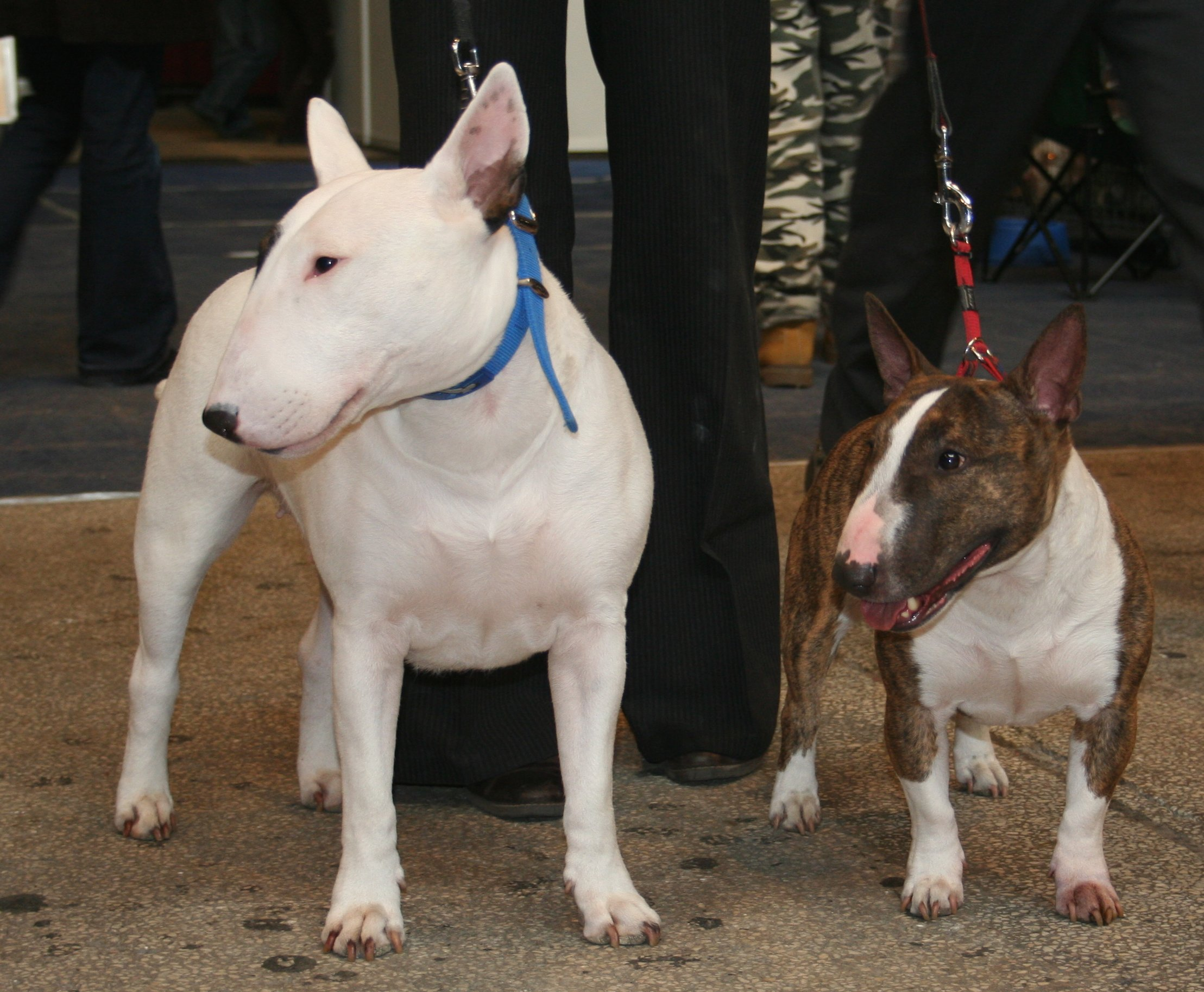
Bull terrier i Bull terrier miniatura.

L'encreuament de les races, ara extintes, Old English Bulldog i Old English White Terrier va donar lloc a una nova raça anomenada Bull and Terrier, a finals del segle xviii a la Gran Bretanya. També apareixen rastres genètics del Dàlmata, concretament en les pigues que solen aparèixer a la pell de la zona de l'estómac.
Cap al 1860 el Bull and Terrier es va dividir en dues branques, el Bull Terrier blanc pur i les varietats de color que van freqüentar les baralles de gossos (encara que no va ser el fi per al qual van ser creats, ja que es tracta d'un gos de companyia) fins que es van reconèixer finalment com a raça de gos legítima.
El Bull terrier es va criar per ser un gos d'exposició canina i companyia. El pare de la raça va ser James Hinks nascut el 1829 a Irlanda, a la ciutat de Mullingar.

## Salut
Un estudi del Regne Unit del 2024 va trobar una esperança de vida de 12 anys per a la raça en comparació amb una mitjana de 12,7 per a les races pures i 12 per a les races creuades.La gossa més vella de la qual es té coneixement és una australiana anomenada "Puppa Trout", que va viure fins als 25 anys.
Entre les malalties més comuns d'aquesta raça trobem: l'acrodermatitis, també coneguda com a acrodermatitis del Bull Terrier, és una rara genodermatosi monogènica, autosòmica hereditària, que es troba exclusivament en els Bull Terriers blancs (inclòs el Bull Terrier miniatura). La malaltia sol ser fatal i es caracteritza per un creixement deficient, disminució dels nivells sèrics de coure i zinc, immunodeficiència, broncopneumònia, lesions cutànies i erosions a les extremitats distals. Altres símptomes que es produeixen més tard inclouen crostes, pàpules, pústules, eritema, hiperqueratosi i dilució del color. La malaltia es manifesta durant les primeres setmanes de vida i la majoria dels cadells afectats moren abans dels 2 anys. La seva mida és aproximadament la meitat de la dels seus companys de ventrada no afectats a l'any d'edat. A diferència de l'acrodermatitis enteropàtica humana, els suplements de zinc no milloren els símptomes.